# Босния и Герцеговина на «Евровидении-1999»
Участие Боснии и Герцеговины на конкурсе песни Евровидение в 1999 году стало шестым для этой страны, которую представили Дино Мерлин (босн. Dino Merlin, настоящее имя — Эди́н Дервишхали́дович (босн. Edin Dervišhalidović), являющийся также автором слов и музыки конкурсной композиции, и Беатриче. Песня получила название «Putnici» («Путники»), и была исполнена сразу на двух языках — боснийском и французском. Выступление на тот момент стало самым удачным участием страны на конкурсе: 7-е место с 86 баллами, в том числе получив 12 баллов от Австрии.

## Голосование

### Голоса за представителей Боснии и Герцеговины
| 12 баллов | 10 баллов             | 8 баллов                | 7 баллов            | 6 баллов           |
| --------- | --------------------- | ----------------------- | ------------------- | ------------------ |
| - Австрия | - Словения - Хорватия | - Дания - Германия      | - Норвегия - Турция | - Франция - Швеция |
| 5 баллов  | 4 балла               | 3 балла                 | 2 балла             | 1 балл             |
| - Польша  |                       | - Нидерланды - Исландия |                     | - Бельгия          |

### Голоса от Боснии и Герцеговины
| В финале | В финале       |
| -------- | -------------- |
| Оценка   | Страна         |
| 12       | Швеция         |
| 10       | Германия       |
| 8        | Хорватия       |
| 7        | Мальта         |
| 6        | Польша         |
| 5        | Словения       |
| 4        | Нидерланды     |
| 3        | Эстония        |
| 2        | Израиль        |
| 1        | Великобритания |